# 필라델피아 반도체 지수
필라델피아 반도체 지수(영어: PHLX Semiconductor Sector)는 반도체 설계, 공급, 제조, 판매에 주로 관련된 기업들의 주가를 지수화시킨 것이다. 인텔, 마이크론 등 미국 내 대표적인 16개 반도체 기업의 주가를 모아 지수화한다.

## 역사
미국 동부 소재 필라델피아 증권거래소가 만들어 낸 '반도체 업종 지수'이다. 1993년 12월 1일에 200을 지수 시작점으로 설정했고, 1995년 7월 24일에는 지수를 반으로 줄였다. 1994년 9월 7일을 기해 옵션 거래를 개시했다.